# 와일드 와일드 웨스트
와일드 와일드 웨스트(Wild Wild West)는 1999년 개봉한 미국의 서부 액션 코미디 영화이다. 서부 영화에 SF 영화, 액션 영화의 요소가 가미된 것이 특징이다.

## 줄거리
1869년 미국에서 연방 정부의 정보국 비밀 요원으로 근무하고 있던 제임스 T. 웨스트 미국 육군 대위, 아티머스 고든 미국 육군 원수는 미국 남북 전쟁에서 남부군(아메리카 연합국) 진영에 참전했던 맥그래스 장군을 추적하고 있었다. 맥그래스 장군은 뉴리버티(New Liberty)에서 일어난 대학살을 자행한 혐의, 과학자들을 연쇄 유괴한 혐의를 받고 있었다. 웨스트와 고든은 율리시스 S. 그랜트 대통령으로부터 맥그래스와 그의 배후 세력들을 체포하라는 명령을 받게 된다. 두 사람은 맥그래스에게 살해당한 과학자의 시신에서 뉴올리언스에서 열리는 가면 무도회에 맥그래스가 참석한다는 정보를 입수하면서 뉴올리언스를 방문하게 된다.
뉴올리언스에 도착한 웨스트와 고든은 따로 무도회장에 잠입한다. 남부군의 무기 개발 과정에 나섰던 알리스 러블리스는 무도회장에서 맥그래스와 밀회를 하게 되고 그와 함께 무기를 인도하는 곳으로 간다. 웨스트와 고든은 무도회장에서 일어난 소동을 틈타서 무기를 인도하는 곳으로 가던 도중에 러블리스에게 사로잡혀 있던 리타 에스코바르를 구출한다. 리타는 러블리스에게 유괴된 자신의 아버지인 에스코바르 교수를 구출해 줄 것을 요청하면서 두 사람과 동행하게 된다. 무기를 인도하는 곳에 등장한 러블리스는 자신이 개발한 전차를 시험하기 위해 맥그래스가 지휘하는 군부대를 몰살시키고 용도 폐기된 맥그래스를 사살해 버린다.
맥그래스의 시체를 처분한 러블리스는 인근에 있는 스파이더 계곡으로 향한다. 세 사람은 뉴리버티 학살의 범인이 러블리스임을 알리게 된다. 웨스트와 고든은 리타의 정보를 토대로 스파이더 계곡이 있는 유타주로 가던 도중에 러블리스에게 들키고 열차와 리타를 빼앗기게 된다. 러블리스는 신형 무기인 독거미를 이용해 대륙 횡단 철도 개통식장을 습격해서 그랜트 대통령을 데려간다. 그랜트로 변장한 고든은 진짜를 놓쳤다고 말하지만 두 사람 모두 러블리스에게 붙잡히고 만다. 스파이더 계곡으로 돌아온 러블리스는 아메리카 합중국을 해체하려는 계획, 유럽 국가와 미국을 분할 지배하려는 계획을 획책하고 있었고 그랜트에게 항복 문서에 조인할 것을 요구한다. 러블리스는 웨스트, 고든과 관련이 있는 과학자들을 석방시키지만 자신은 그랜트를 데리고 독거미와 함께 도주한다.
웨스트와 고든은 러블리스를 추적하기 위해 고든이 개발한 비행기를 타고 독거미에 올라탄다. 웨스트는 러블리스와의 벼랑끝 승부를 펼치고 그랜트를 석방시킨 고든은 독거미를 끊으려고 하지만 웨스트와 러블리스는 벼랑으로 떨어지는 충격을 받으면서 독거미에서 떨어지게 된다. 러블리스는 웨스트에게 "목숨이 아까우니 나를 죽이지 못할 것이다"라고 도발하지만 웨스트가 증기 기관부 휠체어의 조작 레버를 당기면서 두 사람 모두 독거미에서 떨어지게 된다. 웨스트는 독거미의 사슬에 달라붙었다가 살아나지만 러블리스는 그대로 벼랑 아래로 떨어지게 된다.
대륙 횡단 철도 개통식을 마친 그랜트는 웨스트와 고든을 미국 비밀경호국 요원으로 임명한다. 개통식에서 리타와 재회한 웨스트와 고든은 리타와 함께 워싱턴 D.C.를 방문하자고 제안했지만 리타는 자신의 아버지라고 말했던 에스코바르 교수가 자신의 남편이었음을 밝히면서 남편과 함께 고향으로 귀환하게 된다. 웨스트와 고든은 독거미를 타고 워싱턴 D.C.로 귀환한다.

## 캐스팅
- 윌 스미스 - 제임스 T. 웨스트 미국 육군 대위(Captain James T. West) 역
- 케빈 클라인 - 아티머스 고든 미국 육군 원수(U.S. Marshal Artemus Gordon) / 율리시스 S. 그랜트(Ulysses S. Grant) 대통령 역
- 케네스 브래너 - 알리스 러블리스(Dr. Arliss Loveless) 역
- 살마 하예크 - 리타 에스코바르(Rita Escobar) 역
- M. 에멧 월시 - 콜먼(Coleman) 역
- 테드 러바인 - "블러드배스" 맥그래스 장군(General "Bloodbath" McGrath) 역
- 프레드릭 밴 더 월 - 아마조니아(Amazonia) 역
- 무제타 밴터 - 무니티아(Munitia) 역
- 바이 링 - 미스 이스트(Miss East) 역
- 가르셀 보베스 - 벨(Belle) 역

## SBS 성우진 (2002년 2월 12일)
- 김일 - 제임스 웨스트(윌 스미스) 역
- 박일 - 아티머스 고든(케빈 클라인) 역
- 박지훈 - 알리스 러블리스(케네스 브래너) 역
- 온영삼
- 김정호
- 박영화
- 이현선
- 서광재
- 윤성혜
- 정승욱
- 임미진
- 임진응

## 비평
로저 이버트는 이 영화를 두고 "와일드 와일드 워스트"라고 이름을 고쳐야 한다면서 비꼬았다. 그리고 2000년 골든 라즈베리 시상식에서 각본상, 작품상, 감독상, 주제가상, 최악의 커플상 등 5개 부문을 수상하는 등 혹평투성이였다.